# Communauté de communes de Rémilly et environs
La communauté de communes de Rémilly et environs (CCRE) est une ancienne communauté de communes, qui était située dans le département de la Moselle en région Lorraine.

## Histoire
La « Communauté de communes de Rémilly et environs » est créé le 30 septembre 2004.
La commune de Chanville s’est vivement opposée à son intégration d’office dans cette intercommunalité, le conseil municipal ayant décidé d’adhérer au District Urbain de Faulquemont. Une procédure d’appel a eu lieu au tribunal administratif de Strasbourg.
Le 1er janvier 2014, elle fusionne avec les communautés de communes de l'Accueil de l’aéroport régional de Lorraine et du Vernois pour former la Communauté de communes du Sud Messin.

## Composition
Elle regroupait 11 communes du canton de Pange :
- Ancerville
- Aube
- Béchy
- Chanville
- Flocourt
- Lemud
- Luppy
- Rémilly (siège)
- Thimonville
- Tragny
- Villers-Stoncourt

## Administration
| Période                                  | Période          | Identité          | Étiquette | Qualité                      |
| ---------------------------------------- | ---------------- | ----------------- | --------- | ---------------------------- |
| Les données manquantes sont à compléter. |                  |                   |           |                              |
|                                          |                  | Jean Weber        |           | Maire de Rémilly (1989-2008) |
|                                          | 1er janvier 2014 | Jean-Luc Wibratte |           |                              |